# Cheironitis hungaricus
Cheironitis hungaricus är en skalbaggsart som beskrevs av Herbst 1789. Cheironitis hungaricus ingår i släktet Cheironitis och familjen bladhorningar. Inga underarter finns listade i Catalogue of Life.